# Michał Stefan Radziejowski

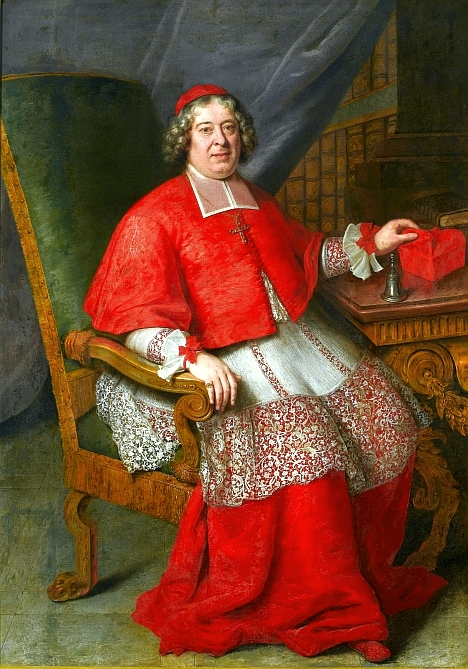
Michał Stefan Radziejowski.

Augustyn Michał Stefan Radziejowski, född den 15 oktober 1645, död den 13 oktober 1705 i Danzig, var en polsk kardinal och statsman.
Radziejowski var son till polske kronunderkanslern Hieronim Radziejowski, som stod i mycket nära förbindelser med svenska regeringen under drottning Kristinas och i synnerhet under Karl X Gustavs dagar samt var en av dem, som ivrigast eggade den senare till krig emot Polen. Michał Stefan Radziejowski avancerade raskt på den kyrkliga banan samt blev ärkebiskop av Gniezno, polska kyrkans primas och kardinal. År 1687 blev han senatens ordförande. 
Vid kung Johan III Sobieskis död (1696) blev han rikets "interrex". När ny kung skulle väljas, arbetade Radziejowski för Ludvig XIV:s frändes, prinsens av Conti kandidatur, men kurfurst August II av Sachsen avgick med segern vid valet. Till synes försonade Radziejowski sig med August, men efter dennes misslyckade anslag emot svenska Livland (1700) och svenskarnas anmarsch, började han närma sig dessa, mindre för att gynna Karl XII:s politik än för att ha en tygel på August. 
Vid de sammanträden, som Radziejowski i maj och juni 1702 hade med Karl XII och Carl Piper i Warszawa, och även långt efteråt motsatte han sig planen om Augusts avsättning. Han ställde visserligen i utsikt Augusts avsättning, om denne skulle svika de nya löften (om inskränkning i dennes makt) man ämnade påtvinga honom, men samtidigt påyrkade han, att svenska hären skulle overksam avbida denna statsrättsliga frågas lösning. 
Kardinalens fredsstiftarroll ådrog honom misstro från båda hållen. August lät indriva tvångsgärder från Radziejowskis gods, och på riksdagen i Lublin sommaren 1703 ropade Augusts anhängare, att Radziejowski, som under våren ivrigt fortsatt sina förhandlingar, vore en förrädare och borde avsättas. Men Radziejowski infann sig vid riksdagen, avväpnade misstankarna genom att bedyra sin oskuld samt gå trohetsed till kungen och riket. Dagen därpå ödmjukade han sig under tårar för kungen, men bemöttes med hårdhet, och sedan dess var förhållandet emellan dem brutet för alltid. 
Radziejowski inträdde nu den av Storpolens adel på sommaren 1703 bildade konfederationen emot August, och i januari 1704 sammankallade han till Warszawa en generalkonfederation för hela riket, vilken skulle sluta fred med svenskarna. Denna församling, som kom att bestå huvudsakligen av adeln endast från vojvodskapen Poznań och Kalisz, förklarade den 6 februari kung August avsatt, och därefter genomdrev Radziejowski under svensk påtryckning, att avsättningsbeslutet kungjordes (april) och att dag för nytt kungaval (9 juni) utsattes. 
En församling i Sandomierz av den August trogna adeln i Lillpolen och Litauen förklarade (i maj) Radziejowski avsatt och hans gods förverkade. August lät också omedelbart sina trupper hemsöka kardinalens gods. Radziejowskis plan att få prinsen av Conti till kung strandade emot Karls bestämda vilja. Det var då, som han, för att vinna tid och under påverkan av Arvid Horn, framställde ett förslag, upptagande tre infödda polska män, kronfältherren Lubomirski, Litauens kansler furst Radziwiłł och Stanisław Leszczynski. Av dessa gynnade Radziejowski i det längsta Lubomirski, och genom allehanda ränker uppsköt han valdagen (till 2 juli), höll sig på denna undan, gav först efteråt sitt godkännande av valet och undandrog sig att medverka vid Stanisławs kröning. Radziejowskis tvetydiga, avvaktande politik gjorde Karl XII alltmera kallsinnig emot honom. Endast kardinalens frånfälle hindrade öppen brytning dem emellan.